# Văn học Việt Nam thời Lê trung hưng
Văn học Việt Nam thời Lê trung hưng là sự phản ánh tiến trình văn học Việt Nam thời Lê trung hưng.

## Đặc trưng
Do hoàn cảnh lịch sử, nước An Nam bị chia thành hai chính thể: Đàng Ngoài do chúa Trịnh cai quản và Đàng Trong do chúa Nguyễn cai quản. Tương đương với hai thể chế có hai bộ phận văn học phát triển độc lập:
- Văn học Đàng Ngoài
- Văn học Đàng Trong

Về tổng thể, Đàng Ngoài do có truyền thống lâu đời và số đông về nhân lực nên số lượng tác gia, tác phẩm và thể loại cũng phong phú, dồi dào hơn so với Đàng Trong – vùng đất mới mở mang và hình thành những vùng cai trị mới về tay các chúa Nguyễn.